# 薛処敬
薛 処敬（せつ しょけい、生没年不詳）は、大元ウルスに仕えた政治家の一人。

## 概要

### 生い立ち
1310年代、大元ウルスでは皇太后ダギとその親任を得たテムデルが政治の実権を握り、ブヤント・カアン（仁宗アユルバルワダ）はお飾りの皇帝となっていた。延祐7年（1320年）にブヤント・カアンが死去するとその子のシデバラがゲゲーン・カアンとして即位したが、引き続きダギとテムデルによって政治は壟断されたままであった。
しかし、同年5月にゲゲーン・カアンは自らの廃位を企んだとしてダギ-テムデルと近しいシレムン・ハサンらを処刑し、ダギ-テムデルの言いなりにはならない姿勢を示した。このような流れの中で、同年12月にテムデルによって取り立てられたムバーラクを罷免して右丞となったのがジルカラン、江南浙西道廉訪使から中書参知政事に昇格となったのが薛処敬であった。
その後、テムデルとダギが相継いで亡くなる約半年前に薛処敬は参政を解任され、河南行省左丞とされた。

## 参考資料
- 杉山正明「大元ウルスの三大王国 : カイシャンの奪権とその前後(上)」『京都大學文學部研究紀要』第34巻、京都大學文學部、1995年3月、92-150頁、CRID 1050282677039186304、hdl:2433/73071、ISSN 0452-9774。
- 藤島建樹「元朝における権臣と宣政院」『大谷学報』第52巻第4号、大谷学会、1973年2月、17-31頁、CRID 1050001201665456896、ISSN 0287-6027。
- 宮紀子『モンゴル時代の「知」の東西』名古屋大学出版会〈上下巻〉、2018年。CRID 1130000797180809728。 上巻 ISBN 9784815809003, 下巻 ISBN 9784815809010